# Pedro Flores (boxe anglaise)
Pedro Flores est un boxeur mexicain né le 14 janvier 1951 à Guadalajara.

## Carrière
Passé professionnel en 1973, il devient champion du Mexique des poids mouches en 1980 puis champion du monde des poids mi-mouches WBA le 8 mars 1981 après sa victoire par KO au 12e round contre Yoko Gushiken. Battu dès le combat suivant par Kim Hwan-jin le 19 juillet 1981, Torres met un terme à sa carrière de boxeur l'année suivante sur un bilan de 17 victoires et 9 défaites.

## Référence
1. ↑  (en) 1981-03-08 : Yoko Gushiken 107¾ lbs lost to Pedro Flores 107¾ lbs by KO at 1:45 in round 12 of 15 (boxrec.com)